# Испанцы в Новой Зеландии
Испанские новозеландцы относятся к гражданам Новой Зеландии и жителям испанского происхождения или людям, которые родились в Испании и эмигрировали в Новую Зеландию. Насчитывается около 2043 новозеландцев полного или частичного испанского происхождения, большинство из которых проживает в крупных городах Окленд и Веллингтон.

## История
Иммиграция в Новую Зеландию из Испании была минимальной в 1850-х и 1860-х годах в результате социальных потрясений Карлистских гражданских войн. Большее количество испанских иммигрантов прибыло в страну в первой четверти XX века из-за тех же обстоятельств сельской бедности и перенаселенности городов, которые заставили других европейцев эмигрировать в тот период, а также из-за войн. Многие иммигранты вернулись в Испанию, либо в другую страну. Испанцы женились на латиноамериканцах, помимо европейских новозеландцев и маори, из-за культурной близости, а в XX веке испанцы и латиноамериканцы объединили свои усилия для культурной деятельности и продвижения преподавания испанского языка в Новой Зеландии.

## Смотрите также
- Пакеха
- Испанцы в Австралии
- Население Новой Зеландии